# Älskarinnan
Älskarinnan är en svensk dramafilm från 1962 i regi av Vilgot Sjöman. 
Den var Sjömans debutfilm och blev mycket väl mottagen av kritikerna, som såg den och Bo Widerbergs Barnvagnen (som hade premiär sex månader senare) som bevis på att en ny generation svenska regissörer vuxit fram ur skuggan av den så länge dominerande Ingmar Bergman. Älskarinnan deltog i Filmfestivalen i Berlin 1963, där Bibi Andersson vann Silverbjörnen för bästa kvinnliga rollprestation och i Sverige gav den Vilgot Sjöman och Lasse Björne Chaplin-priset för regi respektive foto.

## Rollista
- Bibi Andersson – flickan
- Per Myrberg – pojken
- Max von Sydow – mannen
- Öllegård Wellton – mannens hustru
- Birgitta Valberg – den moderliga
- Gunnar Olsson – gubben
- Birger Lensander – sovvagnskonduktören[3]